# Brujería en Rari
La localidad rural de Rari, ubicada en la comuna de Colbún, provincia de Linares, en la Séptima Región del Maule de Chile, es famosa por su tradicional artesanía en crin, que le ha concedido un lugar dentro de la mayoría de las muestras artesanales del país. Sin embargo, existe otra veta folklórica en este lugar que se relaciona con historias de aparecidos, brujas y diablos que se cuentan en Rari y alimentan la superstición popular.

## Orígenes
La ubicación apartada de este pueblo, así como la constante presencia de arrieros que transitan por las cadenas montañosas de la zona, han hecho posible esta tradición popular que se conforma a través del intercambio de relatos orales. Al ser la oralidad el principal vehículo trasmisor de estas historias que están escasamente documentadas por escrito, a menudo se producen mutaciones y modificaciones dentro de las mismas, lo que resulta, finalmente, en un enriquecimiento de estos relatos.